# Pseudogliomastix
Pseudogliomastix är ett släkte av svampar. Pseudogliomastix ingår i ordningen Coniochaetales, klassen Sordariomycetes, divisionen sporsäcksvampar och riket svampar.
|                  | Coniochaetaceae                           |
|                  |                                           |
|                  | Porosphaerella                            |
|                  |                                           |
|                  | Pseudobotrytis                            |
|                  |                                           |
|                  | Wallrothiella                             |
|                  |                                           |
| Pseudogliomastix | \| \| Pseudogliomastix protea \| \| \| \| |
|                  | \| \| Pseudogliomastix protea \| \| \| \| |
|                  | Pseudogliomastix protea                   |
|                  |                                           |

|  | Pseudogliomastix protea |
|  |                         |